# Zephyrhills North
Zephyrhills North és una concentració de població designada pel cens dels Estats Units a l'estat de Florida. Segons el cens del 2000 tenia 2.544 habitants.

## Demografia
Segons el cens del 2000, Zephyrhills North tenia 2.544 habitants, 1.298 habitatges, i 842 famílies. La densitat de població era de 909,5 habitants/km².
Dels 1.298 habitatges en un 13,1% hi vivien nens de menys de 18 anys, en un 54,7% hi vivien parelles casades, en un 8,8% dones solteres, i en un 35,1% no eren unitats familiars. En el 31% dels habitatges hi vivien persones soles el 22% de les quals corresponia a persones de 65 anys o més que vivien soles. El nombre mitjà de persones vivint en cada habitatge era d'1,96 i el nombre mitjà de persones que vivien en cada família era de 2,37.
Per edats la població es repartia de la següent manera: un 12,9% tenia menys de 18 anys, un 4,8% entre 18 i 24, un 14,6% entre 25 i 44, un 20,3% de 45 a 60 i un 47,4% 65 anys o més.
L'edat mediana era de 64 anys. Per cada 100 dones de 18 o més anys hi havia 79,1 homes.
La renda mediana per habitatge era de 29.462 $ i la renda mediana per família de 32.897 $. Els homes tenien una renda mediana de 28.214 $ mentre que les dones 20.529 $. La renda per capita de la població era de 16.344 $. Entorn del 6,6% de les famílies i el 10,7% de la població estaven per davall del llindar de pobresa.

## Poblacions més properes
El següent diagrama mostra les poblacions més properes.